# پردازنده‌های شبکه‌ای
پردازنده‌های شبکه‌ای (به انگلیسی: network Processor) نوع خاصی از پردازنده‌های مرکزی CPU می‌باشند که برای استفاده در تجهیزات شبکه مثلاً روترها استفاده می‌شوند.
پردازنده‌های شبکه‌ای در تولید بسیاری از انواع مختلف تجهیزات شبکه مانند تجهیزات زیر استفاده می‌شوند:
- مسیریاب یا روتر
- سوئیچ شبکه
- فایروال
- سامانه تشخیص نفوذ
- سیستم‌های پیشگیری از نفوذ

## پردازنده‌های شبکه ای معروف
اکثر شرکت‌های تولیدکننده پردازنده‌های رایانه ای خط تولید پردازنده‌های شبکه ای را نیز راه اندازی کرده‌اند.
از معروف‌ترین پردازنده‌های شبکه ای می‌توان پردازنده‌های زیر را نام برد:
پردازنده پردازنده شبکه ای NP-5 ساخت شرکت ایزی چیپ
پردازنده ixp 2800 آی اکس پی ۲۸۰۰ ساخت شرکت اینتل